# 박스 (극장)

프랑스 파리 오페라 가르니에의 관객석. 양 옆에 박스석이 보인다.

박스(영어: box)는 극장, 오디토리엄 등에서 분리된 영역의 좌석이다. 박스는 일반적으로 전면, 측면, 무대 위에 배치되며, 일반적으로 5명 이하의 인원이 앉을 수 있는 개방형 전망 공간이 있는 별도의 방이다.

## 같이 보기
- 발코니